# مارلا برومفيلد
مارلا برومفيلد (بالإنجليزية: Marla Brumfield)‏ مواليد 6 يونيو 1978 في أورورا، هي لاعبة كرة سلة أمريكية معتزلة تحولت إلى التدريب بعد الاعتزال. تم اختيارها من قبل فريق مينيسوتا لينكس خلال الدرافت. يبلغ طولها 5 قدم 8 بوصة (1.7 م).

## المسيرة الاحترافية
لعبت مع مينيسوتا لينكس في سنة 2000، ثم لعبت مع ميامي سول في سنة 2001، ثم لعبت مع شارلوت ستينغ في سنة 2003.

## روابط خارجية
- مارلا برومفيلد على موقع الاتحاد الوطني لكرة السلة النسائية (الإنجليزية)
- مارلا برومفيلد على موقع كلية كرة السلة في سبورتس رفرنس.كوم (الإنجليزية)
- مارلا برومفيلد على موقع بروبوليرز (الإنجليزية)
- مارلا برومفيلد على موقع سبورتس رفرنس (الإنجليزية)